# Andrena sarydzhasi
Andrena sarydzhasi är en biart som beskrevs av Osytshnjuk 2005. Andrena sarydzhasi ingår i släktet sandbin, och familjen grävbin. Inga underarter finns listade i Catalogue of Life.